# Dopo la guerra
Dopo la guerra (Après la Guerre) è un film del 2017 diretto da Annarita Zambrano.
È stato presentato al Festival di Cannes 2017 nella sezione Un Certain Regard.
È una riflessione sulle colpe e le violenze di un periodo storico recente, difficile da dimenticare e che condizionerà per sempre le vite di una famiglia diventata vittima di se stessa, costretta a condividere il dolore privato con il giudizio pubblico. Il film è liberamente ispirato alle storie di alcuni condannati degli anni di piombo italiani, riparati in Francia sotto la dottrina Mitterrand, tra cui Paolo Persichetti e Cesare Battisti.

## Trama
Bologna, 2002. La protesta contro la riforma del lavoro esplode nelle università. L’assassinio di un giuslavorista riapre vecchie ferite politiche tra Italia e Francia. Marco, ex-militante di estrema sinistra, condannato per omicidio e rifugiato in Francia da 20 anni grazie alla dottrina Mitterrand, che permetteva agli ex terroristi di trovare asilo oltralpe, è sospettato di essere il mandante dell’attentato. Quando il governo italiano ne chiede l’estradizione, Marco decide di scappare in Nicaragua con Viola, la figlia adolescente. La sua vita precipita, portando nel baratro anche quella della sua famiglia italiana, che, da un giorno all’altro, si trova costretta a pagare per le sue colpe passate.

## Distribuzione
Il film è stato presentato nella sezione Un Certain Regard al Festival di Cannes 2017, mentre è stato visto in anteprima italiana al Biografilm Festival 2017, nella sezione Biografilm Europa.
Il film è stato distribuito in Italia il 12 aprile 2018 da I Wonder Pictures.